# UFC 236
UFC 236: Holloway vs. Poirier 2 foi um evento de MMA produzido pelo Ultimate Fighting Championship no dia 13 de abril de 2019, no State Farm Arena, em Atlanta, na Geórgia.

## Background
O evento teve na luta principal a disputa de cinturão interino dos leves do UFC entre o atual campeão dos penas Max Holloway e Dustin Poirier. Os dois já se enfrentaram no UFC 143 onde Poirier finalizou no primeiro round.
A disputa de cinturão interina dos médios do UFC entre Kelvin Gastelum e Israel Adesanya serviu de co-main event da noite.
A luta nos galos entre Boston Salmon e Khalid Taha que estava agendado para o TUF 28: Finale foi reagendada para este evento.
Paige VanZant era esperada para enfrentar Poliana Botelho neste evento. Entretanto, apenas alguns dias para o evento, VanZant saiu do combate devido a uma fratura no braço direito. VanZant foi substituída por Lauren Mueller.

## Resultados
Nota 1 Pelo Cinturão Interino Peso Leve do UFC. 

Nota 2 Pelo Cinturão Interino Peso Médio do UFC. 

Nota 3 Imadaev perdeu um ponto no round 1 por segurar na grade. 

## Bônus da Noite
Os lutadores receberam $50.000 de bônus:
- Luta da Noite:  Max Holloway vs.  Dustin Poirier e  Kelvin Gastelum vs.  Israel Adesanya
- Performance da Noite: Não houve lutas premiadas.